# Nova Romanivka, Novohrad-Volînskîi
Nova Romanivka (în ucraineană Нова Романівка) este localitatea de reședință a comunei Nova Romanivka din raionul Novohrad-Volînskîi, regiunea Jîtomîr, Ucraina.

## Demografie
Componența lingvistică a localității Nova Romanivka
     Ucraineană (99,23%)
     Alte limbi (0,77%)
Conform recensământului din 2001, majoritatea populației localității Nova Romanivka era vorbitoare de ucraineană (99,23%), existând în minoritate și vorbitori de alte limbi.